# Kemeneshőgyész, Veszprém
Kemeneshőgyész  este un sat în districtul Pápa, județul Veszprém, Ungaria, având o populație de 484 de locuitori (2011). 

## Demografie
Componența etnică a satului Kemeneshőgyész
     Maghiari (97,23%)
     Germani (1,91%)
     Romi (0,85%)
Componența confesională a satului Kemeneshőgyész
     Luterani (56,2%)
     Romano-catolici (24,38%)
     Reformați (2,89%)
     Fără religie (2,07%)
     Necunoscută (14,46%)
Conform recensământului din 2011, satul Kemeneshőgyész avea 484 de locuitori. Din punct de vedere etnic, majoritatea locuitorilor (97,23%) erau maghiari, cu o minoritate de germani (1,91%).  Din punct de vedere confesional, majoritatea locuitorilor (56,2%) erau luterani, existând și minorități de romano-catolici (24,38%), reformați (2,89%) și persoane fără religie (2,07%). Pentru 14,46% din locuitori nu este cunoscută apartenența confesională.